# Arcade (canção)
“Arcade” é uma canção em inglês do cantor neerlandês Duncan Laurence. Representou os Países Baixos no Festival Eurovisão da Canção de 2019 em Tel Aviv, Israel, e venceu a competição. A música foi lançada como um download digital em 7 de março de 2019. A canção foi escrita por Laurence, Joel Sjöö, Wouter Hardy e Will Knox. Depois que o line-up completo das músicas foi anunciado, "Arcade" era o favorito das probabilidades para ganhar o concurso, e assim permaneceu até o final do concurso.
Uma versão acústica foi lançada no dia 19 de julho de 2019. A 27 de novembro de 2020, Laurence lançou uma versão dueto de "Arcade" com a cantora americana Fletcher.
Na segunda metade de 2020, "Arcade" tornou-se viral na rede social TikTok, resultando num novo pico de popularidade em várias paradas e plataformas de streaming. Em janeiro de 2021, "Arcade" tornou-se na música eurovisiva mais ouvida de sempre no Spotify, ultrapassando a música "Soldi" de Mahmood, segundo lugar no Festival Eurovisão da Canção de 2019. Em abril de 2021, "Arcade" tornou-se na primeira canção vencedora da Eurovisão em 45 anos a aparecer na Billboard Hot 100.